# Free Will
Free Will är en bok av författaren Sam Harris, utgiven 2012. Harris menar att sanningen om det mänskliga sinnet (att fri vilja är en illusion) inte underminerar moralen eller minskar betydelsen av social och politisk frihet, utan kan samt bör ändra sättet vi tänker om några av de viktigaste frågorna i livet.